# بطولة ويمبلدون 1989
هنا قائمة ببطولات ويمبلدون لسنة 1989:

## الكبار

### فردي رجال
بوريس بيكر هزم  ستيفان إدبرغ 6-0 7-6(7-1) 6-4

### فردي سيدات
شتيفي غراف هزم  مارتينا نافراتيلوفا 6-2 6-7(1-7) 6-1

### زوجي رجال
جون فيتزجيرالد و أنديرس جاريد هزم  ريك ليتش و جيم بوغ 3-6 7-6(7-4) 6-4 7-6(7-4)

### زوجي سيدات
يانا نوفوتنا و هيلينا سوكوفا هزم  لاريسا نايلاند و ناتاشا زفيريفا 6-1 6-2

### زوجي مختلط
جيم بوغ و يانا نوفوتنا هزم  مارك كراتزمان و جيني بيرن 6-4 5-7 6-4

## الشباب

### فردي أولاد
نيكلاس كولتي هزم  تود وودبريدج 6-4 6-3

### فردي بنات
أندريه سترنادوفا هزم  ميرديث ماكغراث 6-2 6-3

### زوجي أولاد
جيريد بالمر و جونثان ستارك هزم  جون لافني دي جاغر و واين فيريرا 7-6(7-4) 7-6(7-2)

### زوجي بنات
جينيفر كابرياتي و ميرديث ماكغراث هزم  أندريه سترنادوفا و إيفا سليكروفا 6-4 6-2